# Гарнизонна църква (Потсдам)
Гарнизонната църква (на немски: Garnisonkirche), официално наименование Придворна и гаризонна църква (Hof- und Garnisonkirche), е бивша евангелска църква в историческия център на Потсдам.
Построена по поръчка на пруския крал Фридрих Вилхелм I по плановете на архитекта Филип Герлах през 1730 – 1735 г., тя е смятана за едно от основните произведения на северногерманския барок. С нейните почти 90 метра височина тя дълго време е най-високата сграда в Потсдам и заедно с църквите „Св. Николай“ и „Свети Дух“ е определяла облика на града в участъка на прословутата „трицърковна гледка“.
Опожарена по време на британското въздушно нападение в Нощта на Потсдам на 14 април 1945 г., останките от църквата са взривени по времето на Германската демократична република през 1968 година.
След „Апела от Потсдам“ на 15.01.2004 г. за реконструкция на храма, от 2017 г. се провеждат строителни дейности за реконструкция на църковната кула в историческия ѝ вид, а основната сграда, за която не е сигурно дали ще бъде построена или не, е предвидено да служи като международен център за помирение. Реконструкцията на църквата е широкообществено много остро обсъждан проект.
Привържениците на реконструкцията изтъкват предимно градоустройствени причини. Триадата на потсдамските църковни кули на днешната „Резиденция Парк Свети Дух“, купола на „Св. Николай“ и кулата на Гарнизонната църква са незаменим, характерен и структуриращ елемент на цялостното произведение на изкуството, наречено Ансамбъл от паметници в градския център на Потсдам. В допълнение Гарнизонната църква е била от изключително архитектурно качество и естество. Освен това привържениците на възстановяването посочват и положителните събития, състояли се в Гарнизонната църква: посещението на руския император Александър I и Наполеон Бонапарт на гроба на пруския крал Фридрих Велики, заседанието на първия свободно избран градски общински съвет на Потсдам, обединението на лутерани и реформирани християни в „Евангелска църква на старопруския съюз“, както и членството в енорията на много борци на съпротивата срещу нацисткия режим, участвали в неуспешния атентат над Хитлер на 20 юли 1944 г. Според привържениците на реконструкцията, строителят на Гарнизонната църква – крал Фридрих Вилхелм I – е истинският основател на съвременния Потсдам. По време на неговото царуване броят на жилищните сгради и жителите в града се удвоява, което превръща Потсдам в град в съвременния смисъл на думата. Заслугите на Фридрих Вилхелм I са безспорни: въвеждането на задължително училищно образование, основаване на пруските добродетели като дисциплина, честност, пестеливост, неподкупност, чувство за ред, чувство за дълг и пр. могат да бъдат проследени обратно до неговото царуване и са все още нужни и в наше време.
Противниците на реконструкцията на църквата изтъкват предимно ролята, която сградата е изиграла в Деня на Потсдам – 23 март 1933 г. „Денят на Потсдам“ се нарича честването по случай откриването на новоизбрания на 21 март 1933 г. Райхстаг, чиято кулминация е държавен прием в Гарнизонната църква в Потсдам. Освен членове на Райхстага, в тържеството взимат участие и правителството на Райха, президентът на Райха Паул фон Хинденбург и поканени гости от обществения живот, бизнеса и Райхсвера. По този начин събирането наподобява на приема на новите членове на Райхстага при императора, както е бил обичаят преди края на империята през 1918 година. Целта е била подобряване на общественото мнение спрямо Хитлер и спечелване на нови симпатизанти, като за това церемонията е филмирана за масово разпространение. Счита се, че Денят на Потсдам и церемонията в Гарнизонната църква оставят дълбоко емоционално впечатление у населението и укрепват политическото превъзходство на Хитлер. Поради това безславно и позорно от днешна гледна точка събитие, а както и поради връзката на църквата с милитаризма на Прусия, реконструкцията се отхвърля от части от населението.
Църковната кула се реконструира от октомври 2017 г. и се очаква да бъде завършена през 2023 г. Дали основната сграда на църквата (нефът) ще бъде също реконструиран или не, е все още горещо обсъждана тема сред населението и местната политиката.
- Външен вид на Гарнизонната църква от запад, 1920 г.
- Гарнизонната църква откъм градския канал, преди 1945 г.
- Гарнизонната църква откъм плантажите, преди 1945 г.
- Вътрешен вид на Гарнизонната църква от изток, 1920 г.
- Гарнизонната църква в Потсдам, картина от Карл Хазенпфлуг, 1827 г.
- Фридрих Вилхелм III, кралица Луиза и Александър I край саркофага на Фридрих Велики, 1805 г.
- Наполеон при саркофага на Фридрих Велики, 1806 г.
- Ръкостискане между Адолф Хитлер и Паул фон Хинденбург в Деня на Потсдам пред Гарнизонната църква, 1933 г.
- Опожарената Гарнизонна църква след Нощта на Потсдам, 1945 г.
- Гарнизонната църква в процес на реконструкция, 2023 г.